# Phloeopsis lanata
Phloeopsis lanata là một loài bọ cánh cứng trong họ Cerambycidae.